# فرانك إل. بيكون
فرانك إل. بيكون هو شخصية أعمال وفلاح وسياسي أمريكي، ولد في 6 سبتمبر 1841، وتوفي في 8 ديسمبر 1917. نشط حزبياً في الحزب الجمهوري. وقد انتخب عضو جمعية ولاية ويسكونسن ‏.